# Matthew Holness
Matthew Holness (* 1975 Whitstable, Kent) je britský autor, herec, komik a mystifikátor, známý díky své postavě Gartha Marenghiho. Během studií na Trinity College v Cambridge se seznámil s Richardem Ayoadem a Alicí Lowe.

## Kariéra
V 90. letech 20. století se v rámci divadelní skupiny Footlights při Cambridgeské univerzitě objevil v několika představeních na festivalech Edinburgh Festival Fringe.
V roce 2000 byla na tomto festivalu nominována na cenu Perrier divadelní show Garth Marenghi's Fright Knight, kterou Holness spolu s Ayoadem napsali, a ve které společně s Alicí Lowe účinkovali. Na tuto show pak navázali s Garth Marenghi's Netherhead, za kterou již cenu Perrier získali. Hlavní postavou těchto jevištních show, ztvárněnou Holnessem, je Garth Marenghi, domýšlivý hororový autor a herec, který sám sebe označuje např. jako "velikána hrůzy" ("titan of terror"), s jediným záměrem: "změnit evoluční směřování lidstva pomocí několika půlhodinových epizod." ("to change the evolutionary course of Man over a series of half-hour episodes.")
Na úspěch těchto divadelních show navázali v roce 2004 televizním seriálem Garth Marenghi's Darkplace, který také Holness spolu s Ayoadem pro stanici Channel 4 režírovali a v němž hráli. Přestože se tento seriál zařadil mezi kultovní, byla natočena pouze 1 série o 6 epizodách.
Námět Gartha Marenghiho rozšířil v roce 2006, opět pro Channel 4, šestidílný seriál nazvaný Man to Man with Dean Learner, kde Matt Holness ztvárnil postupně 6 různých hostů "chat show" Deana Learnera, nakladatele Gartha Marenghiho.